# Futebol nos Jogos Olímpicos de Verão de 1960
O torneio de futebol nos Jogos Olímpicos de Verão de 1960 foi realizado na cidade de Roma e em outras seis cidades italianas entre 26 de agosto e 10 de setembro.
Pouco tempo antes do início dos jogos, em 16 de julho, ocorreu um desastre aéreo com a Seleção Dinamarquesa de Futebol, onde morreram oito jogadores. Após o acidente, a Associação Dinamarquesa de Futebol cogitou tirar a seleção das Olimpíadas. Após decidir competir, a Dinamarca conquistou a medalha de prata após perder para a Iugoslávia por 3 a 1 na final. O principal jogador da equipe foi Harald Nielsen, que foi o artilheiro dinamarquês no torneio olímpico (6 gols, empatado com o húngaro Flórián Albert) e teve passagem destacada pelo futebol italiano.

## Masculino
| Ouro. | Prata. | Bronze. |
| Iugoslávia Andrija Anković Zvonko Bego Vladimir Durković Milan Galić Fahrudin Jusufi Tomislav Knez Borivoje Kostić Aleksandar Kozlina Dušan Maravić Željko Matuš Žarko Nikolić Željko Perušić Novak Roganović Velimir Sombolac Milutin Šoškić Silvester Takač Blagoje Vidinić Ante Žanetić | Dinamarca Poul Andersen John Danielsen Henning Enoksen Henry From Erik Gaardhøje Bent Hansen Jørgen Hansen Henning Hellbrandt Poul Jensen Bent Krog Erling Linde Larsen Poul Mejer Flemming Nielsen Hans Nielsen Harald Nielsen Poul Pedersen Jørn Sørensen Finn Sterobo Tommy Troelsen | Hungria Flórián Albert Jenő Dalnoki Zoltán Dudás János Dunai Lajos Faragó János Göröcs Ferenc Kovács Dezső Novák Pál Orosz Tibor Pál Gyula Rákosi Imre Sátori Ernő Solymosi Gábor Török Pál Várhidi Oszkár Vilezsál |

### Primeira fase

#### Grupo A
| Time                  | Pts | J | V | E | D | GP | GC | S  |
| --------------------- | --- | - | - | - | - | -- | -- | -- |
| Iugoslávia            | 5   | 3 | 2 | 1 | 0 | 13 | 4  | 9  |
| Bulgária              | 5   | 3 | 2 | 1 | 0 | 8  | 3  | 5  |
| República Árabe Unida | 1   | 3 | 0 | 1 | 2 | 4  | 11 | -7 |
| Turquia               | 1   | 3 | 0 | 1 | 2 | 3  | 10 | -7 |

| 26 de agosto de 1960  |     |          |                   |          |
| Iugoslávia            | 6–1 | R.A.U.   | Estádio Adriático | Pescara  |
| Bulgária              | 3–0 | Turquia  | Estádio Municipal | Grosseto |
| 29 de agosto de 1960  |     |          |                   |          |
| Iugoslávia            | 4–0 | Turquia  | Estádio Municipal | Florença |
| Bulgária              | 2–0 | R.A.U.   | Estádio Municipal | Áquila   |
| 1 de setembro de 1960 |     |          |                   |          |
| R.A.U                 | 3–3 | Turquia  | Estádio Ardenza   | Livorno  |
| Iugoslávia            | 3–3 | Bulgária | Estádio Flaminio  | Roma     |

#### Grupo B
| Time               | Pts | J | V | E | D | GP | GC | S  |
| ------------------ | --- | - | - | - | - | -- | -- | -- |
| Itália             | 5   | 3 | 2 | 1 | 0 | 9  | 4  | 5  |
| Brasil             | 4   | 3 | 2 | 0 | 1 | 10 | 6  | 4  |
| Reino Unido        | 3   | 3 | 1 | 1 | 1 | 8  | 8  | 0  |
| República da China | 0   | 3 | 0 | 0 | 3 | 3  | 12 | -9 |

| 26 de agosto de 1960  |     |                    |                     |          |
| Itália                | 4–1 | República da China | Estádio Fuorigrotfa | Nápoles  |
| Brasil                | 4–3 | Reino Unido        | Estádio Ardenza     | Livorno  |
| 29 de agosto de 1960  |     |                    |                     |          |
| Brasil                | 5–0 | República da China | Estádio Flaminio    | Roma     |
| Itália                | 2–2 | Reino Unido        | Estádio Flaminio    | Roma     |
| 1 de setembro de 1960 |     |                    |                     |          |
| Itália                | 3–1 | Brasil             | Estádio Municipal   | Florença |
| Reino Unido           | 3–2 | República da China | Estádio Municipal   | Grosseto |

#### Grupo C
| Time      | Pts | J | V | E | D | GP | GC | S  |
| --------- | --- | - | - | - | - | -- | -- | -- |
| Dinamarca | 6   | 3 | 3 | 0 | 0 | 8  | 4  | 4  |
| Argentina | 4   | 3 | 2 | 0 | 1 | 6  | 4  | 2  |
| Polônia   | 2   | 3 | 1 | 0 | 2 | 7  | 5  | 2  |
| Tunísia   | 0   | 3 | 0 | 0 | 3 | 3  | 11 | -8 |

| 26 de agosto de 1960  |     |           |                     |         |
| Dinamarca             | 3–2 | Argentina | Estádio Flaminio    | Roma    |
| Polônia               | 6–1 | Tunísia   | Estádio Flaminio    | Roma    |
| 29 de agosto de 1960  |     |           |                     |         |
| Tunísia               | 1–2 | Argentina | Estádio Adriático   | Pescara |
| Dinamarca             | 2–1 | Polônia   | Estádio Ardenza     | Livorno |
| 1 de setembro de 1960 |     |           |                     |         |
| Argentina             | 2–0 | Polônia   | Estádio Fuorigrotta | Nápoles |
| Dinamarca             | 3–1 | Tunísia   | Estádio Municipal   | Áquila  |

#### Grupo D
| Time    | Pts | J | V | E | D | GP | GC | S  |
| ------- | --- | - | - | - | - | -- | -- | -- |
| Hungria | 6   | 3 | 3 | 0 | 0 | 15 | 3  | 12 |
| França  | 3   | 3 | 1 | 1 | 1 | 3  | 9  | -6 |
| Peru    | 2   | 3 | 1 | 0 | 2 | 6  | 9  | -3 |
| Índia   | 1   | 3 | 0 | 1 | 2 | 3  | 6  | -3 |

| 26 de agosto de 1960  |     |        |                     |          |
| França                | 2–1 | Peru   | Estádio Municipal   | Florença |
| Hungria               | 2–1 | Índia  | Estádio Municipal   | Áquila   |
| 29 de agosto de 1960  |     |        |                     |          |
| Hungria               | 6–2 | Peru   | Estádio Fuorigrotta | Nápoles  |
| França                | 1–1 | Índia  | Estádio Municipal   | Grosseto |
| 1 de setembro de 1960 |     |        |                     |          |
| Peru                  | 3–1 | Índia  | Estádio Adriático   | Pescara  |
| Hungria               | 7–0 | França | Estádio Flaminio    | Roma     |

### Semifinal
| 5 de setembro de 1960 12:00 | Itália   | 1–1 (pro) | Iugoslávia¹ | Estádio Fuorigrotta, Nápoles |
|                             | Tumburus |           | Galić       |                              |

| 6 de setembro de 1960 12:00 | Dinamarca             | 2–0 | Hungria | Estádio Flaminio, Roma |
|                             | H. Nielsen F. Nielsen |     |         |                        |

¹Iugoslávia classificou-se através de sorteio

### Disputa pelo bronze
| 9 de setembro de 1960 12:00 | Hungria     | 2–1 | Itália   | Estádio Flaminio, Roma |
|                             | Orosz Dunai |     | Tomeazzi |                        |

### Final
| 10 de setembro de 1960 13:00 | Iugoslávia         | 3–1 | Dinamarca  | Estádio Olímpico, Roma |
|                              | Galić Matuš Kostić |     | F. Nielsen |                        |